# 146 Puppis
146 Puppis (d4 Puppis) é uma estrela na direção da Puppis. Possui uma ascensão reta de 07h 39m 57.99s e uma declinação de −37° 34′ 45.9″. Sua magnitude aparente é igual a 5.99. Considerando sua distância de 1353 anos-luz em relação à Terra, sua magnitude absoluta é igual a −2.10. Pertence à classe espectral B4III. Possui  planetas confirmados. É uma estrela Be.